# 미국의 교통표지

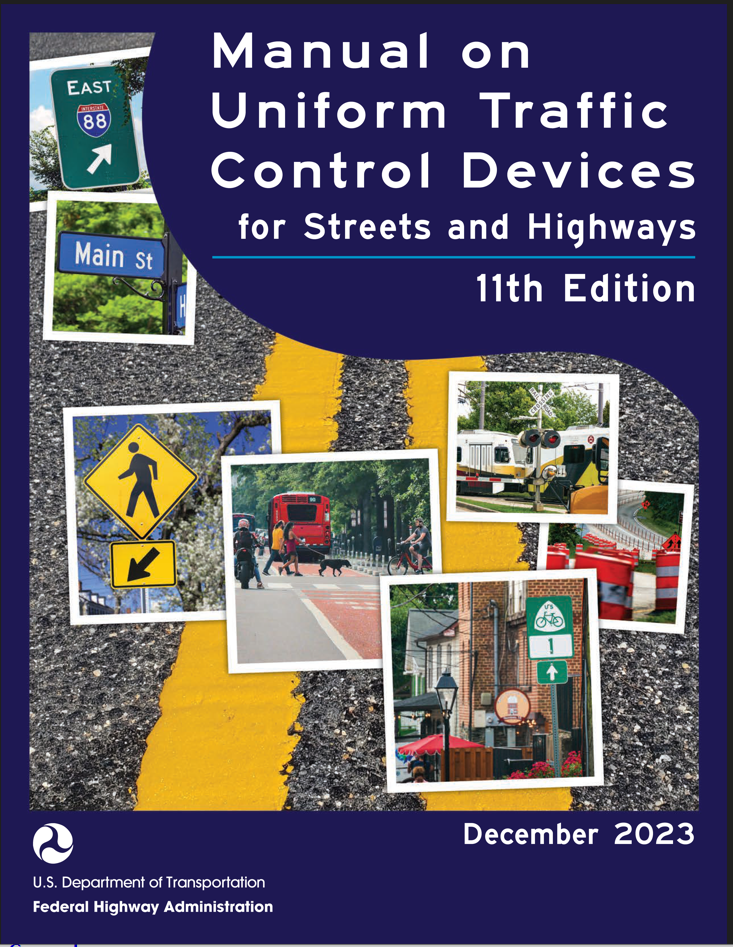
2023년 12월 발행된 MUTCD 제11판

미국의 교통표지는 대부분 연방 규정에 의해 표준화되어 있으며, 특히 통일 교통 통제 장치 설명서(MUTCD)와 그 부록인 표준 고속도로 표지판(SHS)에 명시되어 있다.

## 채택 및 준수

2009년 판 통일 교통 통제 장치 설명서의 주별 채택 현황 지도:
국가 MUTCD 채택
주 보충서와 함께 국가 MUTCD 채택
주별 MUTCD 채택

MUTCD 제11판은 2023년 12월 19일에 공개되었다. MUTCD의 발효일은 발행 30일 후인 2024년 1월 18일이었다. 주들은 발효일로부터 2년 이내에 다음 옵션 중 하나를 선택해야 한다: 개정된 MUTCD 채택, 주 보충서와 함께 개정된 MUTCD 채택, 또는 MUTCD와 실질적으로 일치하는 주별 MUTCD 채택.
18개 주는 변경 없이 매뉴얼을 사용하며, 22개 주, 컬럼비아 특별구 및 푸에르토리코는 보충 볼륨과 함께 이를 채택했다. 그리고 10개 주는 MUTCD와 실질적으로 일치하는 주 버전을 가지고 있다. MUTCD 및 SHS는 도로 및 고속도로 사용을 위한 5가지 표지판 범주를 다음과 같이 설정한다:
- 규제 표지;
- 경고 표지 및 물체 표지;
- 안내 표지;
- 임시 교통 통제 표지;
- 학교 표지.

아래에 표시된 목록은 모든 상황을 다루지는 않는다. 표지판은 명시되지 않는 한 국가 MUTCD를 따른다.

## 규제 표지

### R1 시리즈: 정지 및 양보

R1-1 정지
R1-2 양보
R1-2aP 다가오는 교통량에 대해 (표지판)
R1-2bP 원형 교차로 교통량에 대해 (표지판)
R1-2cP 모든 차선에 대해 (표지판)
R1-3P 모든 방향 (표지판)
R1-5R 여기서 보행자에게 양보 (우측)
R1-5L 여기서 보행자에게 양보 (좌측)
R1-5aR 여기서 학교 횡단보도에 양보 (우측)
R1-5aL 여기서 학교 횡단보도에 양보 (좌측)
R1-5bR 여기서 보행자를 위해 정지 (우측)
R1-5bL 여기서 보행자를 위해 정지 (좌측)
R1-5cR 여기서 학교 횡단보도를 위해 정지 (우측)
R1-5cL 여기서 학교 횡단보도를 위해 정지 (좌측)
R1-5dR 여기서 길 횡단보도에 양보 (우측)
R1-5dL 여기서 길 횡단보도에 양보 (좌측)
R1-5eR 여기서 길 횡단보도를 위해 정지 (우측)
R1-5eL 여기서 길 횡단보도를 위해 정지 (좌측)
R1-6 도로 내 횡단보도[a][b]
R1-6 도로 내 횡단보도
R1-6a
도로 내 횡단보도[a][b]
R1-6a 도로 내 횡단보도
R1-6b 도로 내 학교 횡단보도
R1-6c 도로 내 학교 횡단보도
R1-6d 도로 내 길 횡단보도
R1-6e 도로 내 길 횡단보도
R1-7 정지 시 대기
R1-7a 정지 시 대기 - 서행 시 진행
R1-8 서행 시 진행
R1-9
상단 횡단보도[a][b]
R1-9 상단 횡단보도
R1-9a
상단 횡단보도[a][b]
R1-9a 상단 횡단보도
R1-9b 상단 학교 횡단보도[a][b]
R1-9c 상단 학교 횡단보도[a][b]
R1-10P 우회전 제외 (표지판)

### R2 시리즈: 속도 제한

R2-1 속도 제한
R2-2P 트럭 속도 제한 (표지판)
R2-2aP 버스 속도 제한 (표지판)
R2-2bP 트럭 및 버스 속도 제한 (표지판)
R2-2cP 5톤 이상 차량 속도 제한 (표지판)
R2-3P 야간 속도 제한 (표지판)
R2-4P 최저 속도 제한 (표지판)
R2-4a 통합 속도 제한
R2-5P 별도 게시되지 않은 경우 (표지판)
R2-5aP 시 전역 (표지판)
R2-5bP 인근 (표지판)
R2-5cP 주거 지역 (표지판)
R2-6P 벌금 더 높음 (표지판)
R2-6aP 벌금 두 배 (표지판)
R2-6bP 과속 벌금 (표지판)
R2-10 벌금 더 높음/두 배 구역 시작
R2-11 벌금 더 높음/두 배 구역 종료
R2-12 공사 구역 속도 제한 종료
R2-13 가변 속도 제한 종료
R2-14 트럭 속도 제한 종료

### R3 시리즈: 차선 사용 및 회전

R3-1 우회전 금지
R3-1a 열차 우회전 금지 (활성화, 소등)
R3-1b 트럭 우회전 금지
R3-1c 트럭 및 버스 우회전 금지
R3-1d 4톤 이상 트럭 우회전 금지
R3-1e 버스 외 우회전 금지
R3-1f 버스 및 택시 외 우회전 금지
R3-1g 우회전 금지 (시간 및 요일) (2줄)
R3-1h 우회전 금지 (시간 및 요일) (3줄)
R3-1h 우회전 금지 (시간 및 요일) (3줄)
R3-2 좌회전 금지
R3-2a 열차 좌회전 금지 (활성화, 소등)
R3-3 회전 금지
R3-4 유턴 금지
R3-5R 우회전 전용
R3-5L 좌회전 전용
R3-5a 직진 전용
R3-5bP 좌측 차선 (표지판)
R3-5cP HOV 2+ (표지판)
R3-5dP 택시 차선 (표지판)
R3-5fP 우측 차선 (표지판)
R3-5gP 버스 차선 (표지판)
R3-5hP 자전거 차선 (표지판)
R3-6R 선택적 이동 차선 제어, 직진 및 우회전
R3-6L 선택적 이동 차선 제어, 직진 및 좌회전
R3-6a 선택적 이동 차선 제어, 유턴 또는 좌회전
R3-6b 선택적 이동 차선 제어, 이중 좌회전
R3-7R 우측 차선은 반드시 우회전해야 함
R3-7L 좌측 차선은 반드시 좌회전해야 함
R3-7aP 버스 제외 (표지판)
R3-7bP 자전거 제외 (표지판)
R3-8R 교차로 진입 차선 제어 (2개 차선) (우측)
R3-8L 교차로 진입 차선 제어 (2개 차선) (좌측)
R3-8aR 교차로 진입 차선 제어 (3개 차선) (우측)
R3-8aL 교차로 진입 차선 제어 (3개 차선) (좌측)
R3-8b 교차로 진입 차선 제어 (3개 차선)
R3-8xa 자전거 차선이 있는 교차로 진입 차선 제어
R3-8xb 자전거 차선이 있는 교차로 진입 차선 제어
R3-8xc 자전거 차선이 있는 교차로 진입 차선 제어
R3-8zd 원형 교차로 진입 차선 제어 (2개 차선)
R3-8ze 원형 교차로 진입 차선 제어 (2개 차선)
R3-8zf 원형 교차로 진입 차선 제어 (2개 차선)
R3-8zg 원형 교차로 진입 차선 제어 (2개 차선)
R3-9a 양방향 좌회전 전용 (상단)
R3-9b 양방향 좌회전 전용 (기둥 설치)
R3-9cP 시작 (표지판)
R3-9dP 종료 (표지판)
R3-9e 가변 차선 제어 (상단)
R3-9f 가변 차선 제어 (기둥 설치)
R3-9g 가변 차선 제어 전환 사전 경고
R3-9h 가변 차선 제어 전환 사전 경고
R3-9i 가변 차선 종료
R3-10 HOV 2+ 전용, 차량당 2명 이상 (기둥 설치)
R3-10a ILEV 허용 (기둥 설치)
R3-11 HOV 2+ 전용 (시간 및 요일) (기둥 설치)
R3-11a 오른쪽 2개 차선, HOV 2+ 전용 (시간 및 요일) (기둥 설치)
R3-11b HOV 2+ 전용 (상시) (기둥 설치)
R3-11c 오른쪽 2개 차선, HOV 2+ 전용 (상시) (기둥 설치)
R3-11d 오른쪽 차선, 버스 전용 (시간 및 요일) (기둥 설치)
R3-11e 오른쪽 차선, 버스 전용 (상시) (기둥 설치)
R3-11f 갓길, 버스 전용 (시간 및 요일) (기둥 설치)
R3-11g 갓길, 버스 및 우회전 전용 (시간 및 요일) (기둥 설치)
R3-11hP 오토바이 허용 (표지판)
R3-12 HOV 2+ 차선 전방 (기둥 설치)
R3-12a HOV 차선 종료 (기둥 설치)
R3-12b HOV 차선 종료 (거리) (기둥 설치)
R3-12c HOV 제한 종료 (기둥 설치)
R3-12d HOV 제한 종료 (거리) (기둥 설치)
R3-12e 좌측 차선, HOV 2+ 전용 (거리) (기둥 설치)
R3-12f 버스 차선 전방 (기둥 설치)
R3-12g 버스 차선 종료 (기둥 설치)
R3-12h 버스 차선 종료 (거리) (기둥 설치)
R3-13 HOV 2+ 전용, 차량당 2명 이상 (상단)
R3-13a HOV 2+ 전용, 차량당 2명 이상 (시간 및 요일) (상단)
R3-14 HOV 2+ 전용 (시간 및 요일) (1줄) (상단)
R3-14a HOV 2+ 전용 (시간 및 요일) (2줄) (상단)
R3-14b HOV 2+ 전용 (상시) (상단)
R3-14c 버스 및 택시 전용 (시간 및 요일) (상단)
R3-15 HOV 2+ 차선 전방 (상단)
R3-15a HOV 2+ 전용 시작 (거리) (상단)
R3-15b HOV 차선 종료 (상단)
R3-15c HOV 제한 종료 (상단)
R3-15d 버스 차선 전방 (상단)
R3-15e 버스 차선 종료 (상단)
R3-17 자전거 차선
R3-17aP 전방 (표지판)
R3-17bP 종료 (표지판)
R3-18 유턴 또는 좌회전 금지
R3-19 좌회전 전용 차선
R3-19a 유턴 전용 차선
R3-19b 유턴 및 좌회전 전용 차선
R3-20R 우회전 차선 시작
R3-20L 좌회전 차선 시작
R3-23 우측 차선에서 모든 회전 (저그 핸들에서 사용)
R3-23a 우측 차선에서 유턴 (저그 핸들에서 사용)
R3-24 모든 회전 (대각선 우측 화살표) (저그 핸들에서 사용)
R3-24a 유턴 및 좌회전 (대각선 우측 화살표) (저그 핸들에서 사용)
R3-24b 유턴 (대각선 우측 화살표) (저그 핸들에서 사용)
R3-25 모든 회전 (우측 화살표) (저그 핸들에서 사용)
R3-25a 유턴 및 좌회전 (우측 화살표) (저그 핸들에서 사용)
R3-25b 유턴 (우측 화살표) (저그 핸들에서 사용)
R3-26 유턴 및 좌회전 (직진 화살표) (저그 핸들에서 사용)
R3-26a 유턴 (직진 화살표) (저그 핸들에서 사용)
R3-27 직진 금지
R3-28 통행료 가격
R3-29P 통행료 지불 (표지판)
R3-30P 티켓 받기 (표지판)
R3-31 전자 통행료 징수 통행 전용
R3-32P 현금 없음 (표지판)
R3-33R 우측 차선은 반드시 출구로
R3-33L 좌측 차선은 반드시 출구로
R3-33aR 우측 차선은 반드시 출구로
R3-33aL 좌측 차선은 반드시 출구로
R3-40 HOV 2+, 차량당 2명 이상 (기둥 설치)
R3-42 급행 차선 종료 (기둥 설치)
R3-42a 급행 차선 종료 (거리) (기둥 설치)
R3-42b 급행 제한 종료 (기둥 설치)
R3-42c 급행 제한 종료 (거리) (기둥 설치)
R3-43 HOV 2+, 차량당 2명 이상 (상단)
R3-44 유료 도로 통행 전용 (상단)
R3-44a 유료 도로 통행 또는 고속버스 전용차로 (HOV) (상단)
R3-44b 급행 차선 전용 (상단)
R3-45 급행 차선 종료 (상단)
R3-45a 급행 제한 종료 (상단)
R3-48 급행 차선 통행료 (상단)
R3-48a 급행 차선 또는 HOV 통행료 (상단)
R3-51 갓길 주행 허용 (시간 및 요일)
R3-51aP 트럭 금지 (표지판)
R3-51bP 트럭 또는 버스 금지 (표지판)
R3-51cP 다른 시간대에는 비상 정차만 가능 (표지판)
R3-51d 점멸 시 갓길 주행 허용
R3-51e 녹색 화살표 시에만 갓길 주행
R3-52 갓길 주행 종료
R3-52a 갓길 주행 종료 (거리)
R3-52b 갓길은 반드시 출구로 (거리)
R3-52c 갓길 주행 시작 (거리)
R3-56 출구 차선 시작
R3-57P 갓길 교통량에 대해 (표지판)

### R4 시리즈: 이동 규제

R4-1 추월 금지
R4-2 주의하여 추월
R4-3 서행 차량은 우측 유지
R4-4 우회전 차선 시작, 자전거에게 양보
R4-5 트럭은 우측 차선 사용
R4-7 우측 유지
R4-7a 우측 유지
R4-7b 우측 유지
R4-7c 장애물 우측 유지
R4-8 좌측 유지
R4-8a 좌측 유지
R4-8b 좌측 유지
R4-8c 장애물 좌측 유지
R4-9 차선 유지
R4-9a 합류 지점까지 차선 유지
R4-10 폭주 차량 전용
R4-12 5대 이상 차량을 따르는 서행 차량은 대피로 사용
R4-13 서행 차량은 전방 대피로 사용
R4-14 서행 차량은 대피
R4-16 추월 시를 제외하고 우측 유지
R4-17 갓길 주행 금지
R4-18 갓길에서 추월 금지
R4-19 자전거 추월 간격
R4-20R 모든 교통량은 우회전해야 함
R4-20L 모든 교통량은 좌회전해야 함
R4-21R 우회전 전용
R4-21L 좌회전 전용

### R5 시리즈: 제외

R5-1 진입 금지
R5-1a 역주행
R5-1b 자전거 역주행
R5-2 트럭 금지
R5-2aP 지역 배달 제외 (표지판)
R5-2b 직진 트럭 금지
R5-3 동력 차량 금지
R5-4 상업용 차량 금지
R5-5 돌출된 부분이 있는 차량 금지
R5-6 자전거 금지
R5-7 비동력 교통 금지
R5-8 모터 구동 이륜차 금지
R5-10 보행자, 자전거 또는 모터 구동 이륜차 금지
R5-10a 고속도로에서 보행자, 자전거 또는 모터 구동 이륜차 금지
R5-10b 보행자 또는 자전거 금지
R5-10c 보행자 금지
R5-10dP 고속도로에서 (표지판)
R5-11 미승인 차량 금지
R5-12 직진 교통 금지

### R6 시리즈: 일방통행 및 중앙분리대 도로

R6-1R 일방통행 (우측)
R6-1L 일방통행 (좌측)
R6-2R 일방통행 (화살표 포함) (우측)
R6-2L 일방통행 (화살표 포함) (좌측)
R6-3 중앙분리대 도로 횡단
R6-3a 중앙분리대 도로 횡단, T자형 교차로
R6-5P 회전교차로 순환 (표지판)
R6-6 일방통행 시작
R6-7 일방통행 종료

### R7 시리즈: 주차

R7-1 항시 주차 금지
R7-2 주차 금지 (시간)
R7-2a 주차 금지 (시간) (대안)
R7-3 일요일 및 공휴일 제외 주차 금지
R7-4 항시 정차 금지
R7-4a 항시 정지 금지
R7-5 1시간 주차
R7-6 주차 금지, 적재 구역
R7-8 장애인 전용 주차 (휠체어)
R7-8aP 밴 접근 가능 (표지판)
R7-9 주차 금지, 자전거 차선
R7-9a 주차 금지, 자전거 차선
R7-10 후진 주차 전용
R7-20 주차 요금소
R7-21 2시간 유료 주차 (시간 및 요일)
R7-21aP 주차 요금 (표지판)
R7-22 유료 주차 (시간 및 요일)
R7-107 주차 금지, 버스 정류장
R7-107a 주차 금지, 버스 정류장
R7-107b 주차 금지, 대중교통 그림 기호가 있는 버스 정류장
R7-108 2시간 주차 (시간)
R7-111 전기차를 제외한 주차 금지
R7-111a 주차 금지, (시간) 전기차 제외
R7-112 2시간 주차, 전기차 전용
R7-112a 2시간 주차, 전기차 전용 (시간)
R7-112b 2시간 주차, 전기차 전용 (시간 및 요일)
R7-113 충전 중일 때를 제외하고 주차 금지
R7-113aP 차량은 플러그인 되어야 함 (표지판)
R7-113bP 충전 완료 시 주차 공간 비우기 (표지판)
R7-114 2시간, 차량 충전 전용
R7-114a 45분, 차량 충전 전용 (시간)
R7-114b 45분, 차량 충전 전용 (시간 및 요일)
R7-200 주차 금지 및 1시간 주차 (시간) (결합)
R7-200a 주차 금지 및 1시간 주차 (시간) (결합)
R7-201P 견인 구역
R7-201aP 견인 구역 (표지판)
R7-202P 표지판 이쪽 편 (표지판)
R7-203 눈 비상 경로, 눈 비상 시 주차 금지, 견인 구역

### R8 시리즈: 주차 및 비상 제한

R8-1 포장 도로 주차 금지
R8-2 갓길 제외 주차 금지
R8-3 주차 금지
R8-3a 주차 금지 (문자)
R8-3c 포장 도로 주차 금지
R8-3d 다리 위 주차 금지
R8-3e 선로 주차 금지
R8-3f 갓길 제외 주차 금지
R8-4 비상 주차 전용
R8-5 포장 도로 정지 금지
R8-6 갓길 제외 정지 금지
R8-7 비상 정지 전용
R8-8 선로에 정지 금지
R8-9 운행 중단된 선로
R8-10 점멸 시 여기서 정지
R8-10a 점멸 시 여기서 정지 (대안)

### R9 시리즈: 자전거 및 보행자

R9-1 교통 흐름을 마주보고 좌측으로 걷기
R9-2 횡단보도에서만 건너기
R9-3 보행자 횡단 금지 (기호)
R9-3a 보행자 횡단 금지
R9-3bP 횡단보도 이용 (표지판)
R9-3cP 교통 흐름에 맞춰 주행 (표지판)
R9-4 히치하이킹 금지 (기호)
R9-4a 히치하이킹 금지
R9-5 자전거는 보행자 신호 이용
R9-6 자전거는 보행자에게 양보
R9-7 자전거는 좌측, 보행자는 우측
R9-8 보행자 횡단보도
R9-9 인도 폐쇄
R9-10 인도 폐쇄, 다른 쪽 이용
R9-11 인도 폐쇄 전방, 여기서 건너기
R9-11a 인도 폐쇄, 여기서 건너기
R9-12 자전거 차선 폐쇄
R9-13 스케이터 금지
R9-14 승마 금지
R9-15 설상차 금지
R9-16 전지형 차량 금지
R9-19P 갓길 제외 (표지판)
R9-20 자전거는 전체 차선 이용 허용
R9-21 자전거는 갓길만 이용
R9-22 자전거는 반드시 출구로
R9-23 자전거는 자전거 차선에서 모든 회전
R9-23a 자전거는 자전거 차선에서 좌회전
R9-23b 자전거는 좌회전 시 회전 박스 이용
R9-23c 자전거는 좌회전 시 회전 박스 이용
R9-24 자전거는 모든 회전 (대각선 우측 화살표)
R9-24a 자전거는 모든 회전 (우측 화살표)
R9-25 자전거는 유턴 및 좌회전 (대각선 우측 화살표)
R9-25a 자전거는 유턴 및 좌회전 (우측 화살표)
R9-25b 자전거는 유턴 및 좌회전 (직진 화살표)
R9-26 자전거는 유턴 (대각선 우측 화살표)
R9-26a 자전거는 유턴 (우측 화살표)
R9-26b 자전거는 유턴 (직진 화살표)
R9-27 자전거는 좌회전 (대각선 우측 화살표)
R9-27a 자전거는 좌회전 (우측 화살표)
R9-27b 자전거는 좌회전 (직진 화살표)

### R10 시리즈: 교통 신호

R10-1 녹색 신호에서만 건너기
R10-2 보행자 신호에서만 건너기
R10-3 보행자 신호를 위해 버튼 누르기
R10-3a 길을 건너려면 버튼을 누르고 보행자 신호 대기
R10-3b 횡단보도 신호 지시
R10-3c 횡단보도 신호 지시
R10-3d 횡단보도 신호 지시
R10-3e 횡단보도 신호 지시
R10-3f 횡단보도 신호 지시
R10-3g 횡단보도 신호 지시
R10-3h 횡단보도 신호 지시
R10-3i 횡단보도 신호 지시
R10-4 녹색 신호를 위해 버튼 누르기
R10-4a 길을 건너려면 버튼을 누르고 녹색 신호 대기
R10-5 녹색 화살표에서만 좌회전
R10-6 빨간 신호에서 여기서 정지
R10-6aR 빨간 신호에서 여기서 정지 (대안) (우측)
R10-6aL 빨간 신호에서 여기서 정지 (대안) (좌측)
R10-7 교차로 막지 마시오
R10-8 녹색 화살표가 있는 차선 이용
R10-10R 우회전 신호
R10-10L 좌회전 신호
R10-10a 유턴 신호
R10-10bR 우측 차선 신호
R10-10bL 좌측 차선 신호
R10-10cR 우회전 차선 신호
R10-10cL 좌회전 차선 신호
R10-11 빨간 신호에서 회전 금지
R10-11a 원형 빨간 신호에서 회전 금지
R10-11b 빨간 신호에서 회전 금지
R10-11c 우측 차선에서만 빨간 신호에서 회전 가능
R10-11d 이 차선에서 빨간 신호에서 회전 금지
R10-12 녹색 신호에서 좌회전 양보
R10-12a 점멸 노란 화살표에서 좌회전 양보
R10-12b 자전거에게 좌회전 양보
R10-13 비상 신호
R10-14 비상 신호 - 점멸 빨간 신호에서 정지
R10-14a 비상 신호 - 점멸 빨간 신호에서 정지 (상단)
R10-14b 점멸 빨간 신호에서 여기서 정지
R10-15R 회전 차량은 보행자에게 양보 (우측)
[b]
R10-15R 회전 차량은 보행자에게 양보 (우측)
R10-15L 회전 차량은 보행자에게 양보 (좌측)
[b]
R10-15L 회전 차량은 보행자에게 양보 (좌측)
R10-15a 회전 차량은 보행자를 위해 정지
[b]
R10-16 유턴은 우회전에게 양보
R10-17a 정지 후 빨간 화살표에서 우회전
R10-18 교통 법규 사진 단속
R10-18a 교통 신호 사진 단속
R10-19P 사진 단속 (기호) (표지판)
R10-19aP 사진 단속 (표지판)
R10-20aP 요일 및 시간 (표지판) (R10-11 시리즈와 함께 사용) (3줄)
R10-20aP 요일 및 시간 (표지판) (R10-11 시리즈와 함께 사용) (2줄)
R10-22 자전거는 녹색 신호를 요청하기 위해 선에서 대기
R10-23 횡단보도 - 빨간 신호에서 정지
R10-23a 빨간 신호에서 정지 - 정지 후 점멸 빨간 신호에서 양보
R10-24 자전거는 녹색 신호를 위해 버튼 누르기
R10-25 경고등을 위해 버튼 누르기 - 교통 흐름 틈새 대기
R10-26 자전거는 화살표와 함께 녹색 신호를 위해 버튼 누르기
R10-27 정지 후 점멸 빨간 화살표에서 좌회전 양보
R10-28 녹색 신호당 1대 차량
R10-29 각 차선에서 녹색 신호당 1대 차량
R10-30 빨간 신호에서 우회전은 유턴에게 양보해야 함
R10-31P 신호에서 (표지판)
R10-32P 추가 횡단 시간을 위해 2초 동안 버튼 누르기
R10-40 자전거 신호 의무 이동 (회전)
R10-40a 자전거 신호 의무 이동 (직진)
R10-41 자전거 신호 선택 이동 (직진 및 회전)
R10-41a 자전거 신호 선택 이동 (좌회전 및 우회전)
R10-41b 자전거 신호 선택 이동 (모든 방향)
R10-41c 자전거 신호 선택 이동 (좌회전 및 직진)

### R11 시리즈: 도로 폐쇄

R11-1 중앙 분리대 진입 금지
R11-2 도로 폐쇄[c]
R11-2a 도로 폐쇄
R11-2b 다리 끊김
R11-2c 길 폐쇄
R11-3 전방 (거리) 마일 도로 폐쇄, 지역 교통 전용
R11-3a 전방 (거리) 마일 도로 폐쇄, 지역 교통 전용
R11-3b 전방 (거리) 마일 다리 끊김, 지역 교통 전용
R11-4 직진 교통에 대해 도로 폐쇄

### R12 시리즈: 중량 제한

R12-1 중량 제한
R12-2 축 중량 제한
R12-4 축당 및 총 중량 제한 포함
R12-5 트럭 기호 포함 중량 제한
R12-6 특수 운송 차량 중량 제한 포함
R12-7 긴급 차량 중량 제한
R12-7aP 긴급 차량 중량 제한 (표지판)

### R13 시리즈: 계량소

R13-1 10톤 이상 트럭은 다음 우측 계량소로 진입해야 함

### R14 시리즈: 트럭 경로

R14-1 트럭 경로 표지판
R14-2 위험 물질 경로
R14-3 위험 물질 금지
R14-4 국가 네트워크 경로
R14-5 국가 네트워크 금지

### R15 시리즈: 철도 및 경전철

R15-1 철도 건널목 (크로스벅)
R15-2P 선로 수
R15-3P 정지해야 하는 차량은 이 규정에서 면제됨
R15-4a 우측 차선에만 경전철
R15-4b 좌측 차선에만 경전철
R15-4c 중앙 차선에만 경전철
R15-5 정지한 열차 추월 금지
R15-5a 정지한 열차 추월 금지
R15-6 선로 주행 금지
R15-6a 선로 주행 금지
R15-7 중앙분리대 대중교통 철도 건널목
R15-7a 중앙분리대 대중교통 철도 건널목 (T자형 교차로)
R15-8 선로에서 양쪽 확인

### R16 시리즈: 안전벨트 및 전조등 사용

R16-3 갓길에 정지한 차량을 위해 차선을 비우거나 속도 줄이기
R16-4 경미한 사고 시, 차량을 주행 차선에서 이동
R16-5 와이퍼 사용 시 전조등 켜기
R16-6 비 올 때 전조등 켜기
R16-7 다음 (거리) 마일 동안 전조등 켜기
R16-8 전조등 켜기
R16-9 전조등 확인
R16-10 주간 전조등 구간 시작
R16-11 주간 전조등 구간 종료
R16-15 운전 중 휴대폰 사용 금지
R16-15a 운전 중 휴대폰 사용 금지

### R22 시리즈: 발파 구역

R22-2 양방향 무전기 및 휴대폰 끄기

## 학교 표지

S1-1 학교 구역
s1-1 학교
S3-1 학교 버스 정류장 전방
s3-1 학교 버스 정류장 전방
s3-1 학교 버스 정류장 전방
s3-2 학교 버스 회전 전방
S3-2 학교 버스 회전 전방
S4-1P 낮 시간대 (표지판)
S4-2P 어린이 재학 중일 때 (표지판)
S4-3P 학교 (표지판)
S4-4P 점멸 시 (표지판)
S4-5 학교 속도 제한 전방
S4-5a 학교 속도 구역 전방
S4-6P 요일 (표지판)
S4-7P 연중 (표지판)
S5-1 점멸 시 학교 속도 제한
S5-2 학교 구역 종료
S5-3 학교 속도 제한 종료

## 경고 표지

### W1 시리즈: 수평 정렬

W1-1R 회전 (우측)
W1-1L 회전 (좌측)
W1-2R 커브 (우측)
W1-2L 커브 (좌측)
W1-3R 역회전 (우측)
W1-3L 역회전 (좌측)
W1-4R 역커브 (우측)
W1-4L 역커브 (좌측)
CW1-4R 단일 차선 변경 (우측)
CW1-4L 단일 차선 변경 (좌측)
CW1-4bR 이중 차선 변경 (우측)
CW1-4bL 이중 차선 변경 (좌측)
CW1-4cR 삼중 차선 변경 (우측)
CW1-4cL 삼중 차선 변경 (좌측)
W1-5R 굽이진 길 (우측)
W1-5L 굽이진 길 (좌측)
W1-6R 화살표 (우측)
W1-6L 화살표 (좌측)
W1-7 양방향 큰 화살표
W1-8R 쉐브론 (우측)
W1-8L 쉐브론 (좌측)
W1-10R 측면 도로가 있는 커브 (우측)
W1-10L 측면 도로가 있는 커브 (좌측)
W1-10aR 교차 도로가 있는 커브 (우측)
W1-10aL 교차 도로가 있는 커브 (좌측)
W1-10bR 접선이 있는 커브 (우측)
W1-10bL 접선이 있는 커브 (좌측)
W1-10cR 측면에서 접선이 있는 커브 (우측)
W1-10cL 측면에서 접선이 있는 커브 (좌측)
W1-10dR 측면 도로가 있는 역커브 (우측)
W1-10dL 측면 도로가 있는 역커브 (좌측)
W1-10eR 교차 도로가 있는 역커브 (우측)
W1-10eL 교차 도로가 있는 역커브 (좌측)
W1-11R 헤어핀 커브 (우측)
W11-11L 헤어핀 커브 (좌측)
W1-13R 트럭 전복 경고 (우측)
W1-13L 트럭 전복 경고 (좌측)
W1-15R 270도 루프 커브 (우측)
W1-15L 270도 루프 커브 (좌측)

### W2 시리즈: 교차로

W2-1 교차로
W2-2R 측면 도로 (우측)
W2-2L 측면 도로 (좌측)
W2-3R 예각 측면 도로 (우측)
W2-3L 예각 측면 도로 (좌측)
W2-3aR 둔각 측면 도로 (우측)
W2-3aL 둔각 측면 도로 (좌측)
W2-4 T자형 교차로
W2-5 Y자형 교차로
W2-6 회전교차로
W2-7R 엇갈린 측면 도로 (우측 및 좌측)
W2-7L 엇갈린 측면 도로 (좌측 및 우측)
W2-8R 이중 측면 도로 (우측)
W2-8L 이중 측면 도로 (좌측)
W2-10 점멸 시 차량 진입
W2-11 점멸 시 차량 접근

### W3 시리즈: 사전 교통 통제

W3-1 정지 표지판 전방
W3-2 양보 표지 전방
W3-3 신호등 전방
W3-4 정지할 준비
W3-5 속도 제한 전방
W3-5a 속도 구역 전방
W3-5b 가변 속도 구역 전방
W3-5c 트럭 속도 구역 전방
W3-6 도개교 전방
W3-7 램프 미터 전방
W3-8 점멸 시 램프 미터 작동
W3-9 갓길 이용 차량 (시간 및 요일)

### W4 시리즈: 차선 및 합류

W4-1R 합류 (우측)
W4-1L 합류 (좌측)
W4-2R 차선 종료 (우측)
W4-2L 차선 종료 (좌측)
W4-3R 우측 차선 추가
W4-3L 좌측 차선 추가
W4-4P 교차 교통은 정지하지 않음 (표지판)
W4-4aPR 우측에서 오는 교통은 정지하지 않음 (표지판)
W4-4aPL 좌측에서 오는 교통은 정지하지 않음 (표지판)
W4-4bP 다가오는 교통은 정지하지 않음 (표지판)
W4-5R 우측 합류 (진입 도로)
W4-5L 좌측 합류 (진입 도로)
W4-5aP 합류 구역 없음 (표지판)
W4-6R 우측 차선 추가 (진입 도로)
W4-6L 좌측 차선 추가 (진입 도로)
W4-7R 우측에서 많은 차량 합류
W4-7L 좌측에서 많은 차량 합류
W4-8 단일 차선 전환

### W5 시리즈: 도로 폭 제한

W5-1 도로 좁아짐
W5-2 좁은 다리
W5-2a 좁은 지하도
W5-3 일차선 다리
W5-3a 일차선 지하도
W5-4 램프 좁아짐
W5-4a 길 좁아짐

### W6 시리즈: 중앙분리대 도로

W6-1 중앙분리대 도로 시작
W6-2 중앙분리대 도로 종료
W6-3 양방향 교통
W6-5 양방향 교통 (3차선, 반대 방향 2차선)
W6-5a 양방향 교통 (3차선, 반대 방향 1차선)

### W7 시리즈: 언덕

W7-1 급경사/언덕
W7-2 언덕
W7-1a 급경사/언덕 비율
W7-2P 저단 기어 사용
W7-2bP 트럭은 저단 기어 사용
W7-3P 전방 (퍼센트) 경사
W7-3aP 다음 (거리) 마일 전방
W7-3bP (퍼센트) 경사 (거리) 마일 전방
W7-4 비상 제동 램프 (거리)
W7-4b 비상 제동 램프
W7-4c 트럭 비상 탈출 램프
W7-4dP 모래
W7-4eP 자갈
W7-4fP 포장
W7-5 언덕 (자전거)
W7-6 언덕으로 시야 차단

### W8 시리즈: 노면 및 도로 상태

W8-1 요철
W8-2 움푹 패인 곳
W8-3 포장 도로 종료
W8-4 약한 갓길
W8-5 젖어 있으면 미끄러움 전방
W8-5P 젖어 있을 때 (표지판)
W8-5aP 얼음 (표지판)
W8-5bP 강철 데크 (표지판)
W8-5cP 과도한 오일 (표지판)
W8-6 트럭 횡단
W8-7 느슨한 자갈
W8-8 거친 도로
W8-9 낮은 갓길
W8-10 자전거 젖어 있으면 미끄러움 전방
W8-10P 젖어 있으면 미끄러움 (표지판)
W8-11 불균일한 차선
W8-12 중앙선 없음
W8-13 다리가 도로보다 먼저 얼음
W8-14 낙석
W8-15 홈이 파인 포장 도로
W8-15aP 오토바이 (표지판)
W8-16 금속 다리 데크
W8-17R 우측 갓길 단절 전방
W8-17L 좌측 갓길 단절 전방
W8-17P 갓길 단절 (표지판)
W8-18 도로 침수 가능
W8-19 수심 게이지
W8-21 돌풍 지역
W8-22 안개 지역
W8-23 갓길 없음 전방
W8-25 갓길 종료
W8-26 도로 종료 (거리)
W8-26a 길 종료 (거리)

### W9 시리즈: 차선 전환

W9-1R 우측 차선 종료
W9-1L 좌측 차선 종료
W9-4 차선 합류
w9-2r 차선 종료 우측 합류
w9-2l 차선 종료 좌측 합류
W9-5 자전거 차선 종료
W9-5a 자전거 합류
W9-6 통행료 지불 (거리) 차량 (가격)
W9-6a 전방 정지 통행료 지불 차량 (가격)
W9-6bP 통행료 지불 (거리) 차량 (가격) (표지판)
W9-6cP 전방 정지 통행료 지불 (표지판)
W9-6dP 전방 정지 통행료 지불 (표지판)
W9-6e 티켓 받기 (거리)
W9-6f 전방 정지 티켓 받기
W9-6gP 티켓 받기 (거리) (표지판)
W9-6hP 전방 정지 티켓 받기 (표지판)
W9-7R 우측 차선은 출구 전용
W9-7L 좌측 차선은 출구 전용

### W10 시리즈: 철도 건널목

W10-1 철도 건널목 전방
W10-1aP 면제 (표지판)
W10-2R 평행 선로가 있는 교차로 (우측)
W10-2L 평행 선로가 있는 교차로 (좌측)
W10-3R 평행 선로가 있는 측면 도로 (우측)
W10-3L 평행 선로가 있는 측면 도로 (좌측)
W10-4R 평행 선로가 있는 T자형 교차로 (우측)
W10-4L 평행 선로가 있는 T자형 교차로 (좌측)
W10-5 지상고 낮은 철도 건널목
W10-5P 지상고 낮은 표지판
W10-7 경전철 접근 표지판 (활성화, 소등)
W10-8 열차는 (속도)를 초과할 수 있음
W10-9 열차 경적 경고 없음
W10-9P 열차 경적 표지판 없음
W10-11 정차 공간 기호
W10-11a 선로와 고속도로 사이 XX피트
W10-11b 고속도로와 뒤쪽 선로 사이 XX피트
W10-12R 비스듬한 건널목 전방 (우측) (이는 W10-1 표지판을 보완하지만 대체하지는 않는다)
W10-12L 비스듬한 건널목 전방 (좌측) (이는 W10-1 표지판을 보완하지만 대체하지는 않는다)
W10-13P 차단기 또는 조명 없음 (표지판)
W10-14P 다음 건널목 (표지판)
W10-14aP 다음 건널목 이용 (표지판)
W10-15P 거친 건널목 (표지판)
W10-16 다른 열차 접근 중 (활성화, 소등)
W10-21 버스 전용 차로 건널목
W10-21aP 신호 전방 (표지판)

### W11 시리즈: 사전 경고

W11-1 자전거[d]
W11-2 보행자[d]
W11-3 사슴
W11-4 소
W11-5 농기계
W11-6 설상차
W11-7 승마
W11-8 긴급자동차
W11-9 장애인[d]
W11-10 트럭
W11-11 골프 카트
W11-12P 비상 신호 전방 (표지판)
W11-14 마차
W11-15 자전거 및 보행자[d]
W11-15P 길 횡단 (표지판)[d]
W11-15a
길 횡단[d]
W11-16 곰
W11-17 양
W11-18 숫염소
W11-19 당나귀
W11-20 와피티사슴
W11-21 말코손바닥사슴
W11-22 야생말

### W12 시리즈: 낮은 높이 경고

W12-1 이중 화살표
W12-2 낮은 높이
W12-2a 낮은 높이 (상단)
W12-2b 낮은 높이 (상단)

### W13 시리즈: 권고 속도

W13-1P 속도 권고
W13-1aP 속도 권고 확인 (표지판)
W13-2 출구 속도 권고
W13-3 램프 속도 권고
W13-6 출구 속도 권고 (270도 루프 커브)
W13-7 램프 속도 권고 (270도 루프 커브)
W13-8 출구 속도 권고 (헤어핀 커브)
W13-9 램프 속도 권고 (헤어핀 커브)
W13-10 출구 속도 권고 (회전)
W13-11 램프 속도 권고 (회전)
W13-12 출구 속도 권고 (트럭 전복)
W13-13 램프 속도 권고 (트럭 전복)
W13-20 가변 속도 피드백
W13-20aP 가변 속도 피드백 (표지판)

### W14 시리즈: 막다른 길 및 추월 금지 구역

W14-1 막다른 길
W14-1aR 오른쪽 막다른 길
W14-1aL 왼쪽 막다른 길
W14-2 출구 없음
W14-2aR 오른쪽 출구 없음
W14-2aL 왼쪽 출구 없음
W14-3 추월 금지 구역

### W15 시리즈: 놀이터

W15-1 놀이터[d]

### W16 시리즈: 보조 표지판

W16-1P 도로 내 (표지판)
W16-1aP 길 내 (표지판)
W16-2P (거리) 피트
W16-2aP (거리) 피트
W16-3P (거리) 마일
W16-3aP (거리) 마일
W16-4P 다음 (거리) 피트
W16-5PR 오른쪽 보조 화살표 (표지판)[e]
W16-5PL 왼쪽 보조 화살표 (표지판)[e]
W16-6PR 오른쪽 보조 화살표 (표지판)[e]
W16-6PL 왼쪽 보조 화살표 (표지판)[e]
W16-7PR 오른쪽 아래 대각선 화살표 (표지판)[e]
W16-7PL 왼쪽 아래 대각선 화살표 (표지판)[e]
W16-7aP 이중 아래 대각선 화살표 (표지판)
W16-8P 사전 도로명 표지판
W16-8aP 사전 도로명 표지판 (이중 화살표)
W16-9P 전방
W16-10P 사진 단속 (기호)
W16-10aP 사진 단속
W16-11P HOV
W16-12P 교통 원형 교차로 표지판
W16-12aP 회전교차로 합류점 표지판
W16-13P 점멸 시
W16-15P 새로운
W16-16P 통행료 전 마지막 출구 (1줄 표지판)
W16-16aP 통행료 전 마지막 출구 (2줄 표지판)
W16-17P 통행료 (표지판)
W16-18P 알림
W16-19P 회랑 내 마지막 (표지판)
W16-20P 자전거 제외 (표지판)
W16-21P 양방향 자전거 교차 교통 (표지판)

### W17 시리즈: 과속 방지턱

W17-1 과속 방지턱

### W18 시리즈: 교통 표지 없음

W18-1 교통 표지 없음

### W19 시리즈: 고속도로 또는 고속화 도로 종료 표지판

W19-1 고속도로 종료 (거리)
W19-2 고속화 도로 종료 (거리)
W19-3 고속도로 종료
W19-4 고속화 도로 종료
W19-5 모든 교통은 출구로

### W20 시리즈: 공사 구역

CW20-1 전방 (거리) 마일 도로 공사
CW20-1b 전방 (거리) 마일 길 공사
CW20-2 전방 (거리) 마일 우회로
CW20-2a 전방 (거리) 마일 자전거 우회로
CW20-3 전방 (거리) 마일 도로 폐쇄
CW20-3a 전방 (거리) 마일 길 폐쇄
CW20-4 전방 (거리) 마일 일차선 도로
CW20-5R 전방 (거리) 마일 우측 차선 폐쇄
CW20-5aR 전방 (거리) 마일 우측 2개 차선 폐쇄
CW20-5b 전방 (거리) 마일 자전거 차선 폐쇄
CW20-7 전방 수신호수 (기호 표지판)
CW20-7a 전방 수신호수 (문자 표지판)

### W21 시리즈: 도로 공사

CW21-1 작업자 (기호 표지판)
CW21-1a 작업자 (문자 표지판)
CW21-2 새로운 아스팔트 (타르)
CW21-3 전방 (거리) 마일 도로 장비
CW21-4 서행 차량
CW21-5 갓길 공사
CW21-5aR 우측 갓길 폐쇄
CW21-5bR 전방 (거리) 마일 우측 갓길 폐쇄
CW21-6 측량 팀
CW21-7 전방 (거리) 마일 공공시설 공사
CW21-8 전방 (거리) 마일 제초 작업

### W22 시리즈: 발파 구역

CW22-1 전방 (거리) 마일 발파 구역
CW22-3 발파 구역 종료

### W23 시리즈: 서행 교통

W23-2 전방 새로운 교통 패턴
W23-2a 전방 새로운 신호 작동

### W24 시리즈: 차선 변경

CW24-1R 이중 역커브 (우측) (1차선)
CW24-1L 이중 역커브 (좌측) (1차선)
CW24-1aR 이중 역커브 (우측) (2차선)
CW24-1aL 이중 역커브 (좌측) (2차선)
CW24-1bR 이중 역커브 (우측) (3차선)
CW24-1bL 이중 역커브 (좌측) (3차선)
CW24-1cP 모든 차선

### W25 시리즈: 다가오는 교통에 연장된 녹색 신호

W25-1 다가오는 교통에 연장된 녹색 신호
W25-2 다가오는 교통에 연장된 녹색 신호가 있을 수 있음

### W26 시리즈: 정지한 교통에 주의

W26-1 정지한 교통에 주의

### 물체 표지

OM1-1 물체 표지
OM1-1 물체 표지
OM1-3 물체 표지
OM2-1V 수직 암거 표지
OM2-1H 수평 암거 표지
OM2-2V 수직 암거 표지
OM2-2H 수평 암거 표지
OM3-R 우측 물체 표지
OM3-C 쉐브론 물체 표지
OM3-L 좌측 물체 표지
OM4-1 도로 끝 표지
OM4-2 도로 끝 표지
OM4-3 도로 끝 표지

## 경로 표지판

### M1 시리즈: 경로 표지

M1-1 주간고속도로 경로 표지 (2자리)
M1-1 주간고속도로 경로 표지 (3자리)
M1-1a 주와 함께 주간고속도로 경로 표지 (2자리)
M1-1a 주와 함께 주간고속도로 경로 표지 (3자리)
M1-2 주간고속도로 사업 경로 표지 (루프) (2자리)
M1-2 주간고속도로 사업 경로 표지 (루프) (3자리)
M1-3 주간고속도로 사업 경로 표지 (스퍼) (2자리)
M1-3 주간고속도로 사업 경로 표지 (스퍼) (3자리)
M1-4 미국 경로 표지 (2자리)
M1-4 미국 경로 표지 (3자리)
M1-5 주 경로 표지 (2자리)
M1-5 주 경로 표지 (3자리)
M1-6 카운티 경로 표지
M1-7 삼림 경로
M1-8 주 또는 지역 자전거 경로
M1-8a 주 또는 지역 자전거 경로
M1-8b 번호 없는 자전거 경로 (2줄)
M1-8c 번호 없는 자전거 경로 (3줄)
M1-9 미국 자전거 경로
M1-10 아이젠하워 주간 시스템
M1-10a 아이젠하워 주간 시스템

### M2 시리즈: 교차점 표지

M2-1P 교차점 (표지판)
M2-2 복합 교차점 (2개 경로 표지판)

### M3 시리즈: 방위 표지

M3-1P 방위 - 북 (표지판)
M3-2P 방위 - 동 (표지판)
M3-3P 방위 - 남 (표지판)
M3-4P 방위 - 서 (표지판)

### M4 시리즈: 경로 보조 표지

M4-1P 대체 (표지판)
M4-1aP 대체 (표지판)
M4-2P 우회 (표지판)
M4-3P 사업 (표지판)
M4-4P 트럭 (표지판)
M4-5P 방향 (표지판)
M4-6P 종료 (표지판)
M4-7P 임시 (표지판)
M4-7aP 임시 (표지판)
M4-8P 우회로 (표지판)
M4-8a 우회로 종료
M4-8bP 종료 (표지판) (도로 공사로 도로가 막힌 경우)
M4-9R 우회로 우측 화살표
M4-9L 우회로 좌측 화살표
M4-9aR 자전거 및 보행자 우회로 우측 화살표
M4-9aL 자전거 및 보행자 우회로 좌측 화살표
M4-9bR 보행자 우회로 우측 화살표
M4-9bL 보행자 우회로 좌측 화살표
M4-9cR 자전거 우회로 우측 화살표
M4-9cL 자전거 우회로 좌측 화살표
M4-10R 우회로 우측 화살표
M4-10L 우회로 좌측 화살표
M4-11 긴급 경로
M4-11a 긴급 경로
M4-11bP 긴급 경로 방향 (표지판)
M4-11cP 긴급 경로 방향 (표지판)
M4-12 긴급 경로 종료
M4-14P 시작 (표지판)
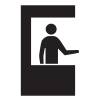
M4-17 통행료 징수원 기호 패널
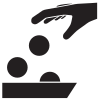
M4-18 정확한 거스름돈 기호 패널

### M5 시리즈: 사전 회전 화살표 보조 표지판

M5-1PR 사전 우회전 화살표 (90도 각도)
M5-1PL 사전 좌회전 화살표 (90도 각도)
M5-2PR 사전 우회전 화살표 (45도 각도)
M5-2PL 사전 좌회전 화살표 (45도 각도)
M5-3PR 사전 우회전 화살표 (원형 교차로)
M5-3PL 사전 좌회전 화살표 (원형 교차로)
M5-4P 차선 지정 - 좌측 차선 (표지판)
M5-5P 차선 지정 - 중앙 차선 (표지판)
M5-6P 차선 지정 - 우측 차선 (표지판)

### M6 시리즈: 방향 화살표 보조 표지판

M6-1PR 우측 방향 화살표
M6-1PL 좌측 방향 화살표
M6-2PR 대각선 우측 방향 화살표
M6-2PL 대각선 좌측 방향 화살표
M6-2aPR 아래 대각선 우측 방향 화살표
M6-2aPL 아래 대각선 좌측 방향 화살표
M6-3P 직진 방향 화살표
M6-4P 이중 방향 화살표
M6-5PR 이중 대각선 우측 방향 화살표
M6-5PL 이중 대각선 좌측 방향 화살표
M6-6PR 직진 및 우측 방향 화살표
M6-6PL 좌측 및 직진 방향 화살표
M6-7PR 직진 및 대각선 우측 방향 화살표
M6-7PL 대각선 좌측 및 직진 방향 화살표

### M10 시리즈: 경치 좋은 지역

M10-1 국립 경치 좋은 길
M10-1aP 국립 경치 좋은 길 (표지판)
M10-2 경로 식별
M10-2aP 경로 식별 (표지판)
M10-3 주 경치 좋은 길 시스템
M10-3a 주 경치 좋은 길 시스템 - 간단한 그래픽 및 경로 식별
M10-3bP 경치 좋은 길 (표지판)

### M11 시리즈: 국립 역사 트레일

M11-1 국립 역사 트레일 - 식별
M11-1aP 국립 역사 트레일 - 역사적 경로 (표지판)
M11-1bP 국립 역사 트레일 - 횡단 (표지판)
M11-1cP 국립 역사 트레일 - 자동차 투어 경로 (표지판)
M11-1dP 국립 역사 트레일 - 거리 (표지판)

## 목적지 표지판

### D1 시리즈: 목적지

D1-1 목적지 (1줄)
D1-1a 목적지 및 거리 (1줄)
D1-1b 자전거 목적지 (1줄)
D1-1c 자전거 목적지 및 거리 (1줄)
D1-1d 목적지 (원형 교차로) (1줄)
D1-1e 경로 표지와 함께 목적지 (원형 교차로) (1줄)
D1-2 목적지 (2줄)
D1-2a 목적지 및 거리 (2줄)
D1-2b 자전거 목적지 (2줄)
D1-2c 자전거 목적지 및 거리 (2줄)
D1-2d 목적지 (원형 교차로) (2줄)
D1-3 목적지 (3줄)
D1-3a 목적지 및 거리 (3줄)
D1-3b 자전거 목적지 (3줄)
D1-3c 자전거 목적지 및 거리 (3줄)
D1-3d 목적지 (원형 교차로) (3줄)
D1-5 원형 교차로 목적지 (도표)
D1-5a 원형 교차로 목적지 (도표)

### D2 시리즈: 거리

D2-1 거리 (1줄)
D2-1a 자전거 거리 (1줄)
D2-2 거리 (2줄)
D2-2a 자전거 거리 (2줄)
D2-3 거리 (3줄)
D2-3a 자전거 거리 (3줄)

### D3 시리즈: 도로명

D3-1 도로명
D3-1a 경로 표지와 함께 도로명
D3-2 사전 도로명 (2줄)
D3-2 사전 도로명 (3줄)
D3-2 사전 도로명 (3줄)
D3-2 사전 도로명 (4줄)

### D4 시리즈: 주차

D4-1 주차 구역
D4-2 주차 - 승차
D4-3 자전거 주차 구역
D4-4 자전거 공유 스테이션
D4-4a 자전거 보관함

### D5 시리즈: 휴게소

D5-1 휴게소 (거리)
D5-1a 다음 우측 휴게소
D5-2 휴게소 (대각선 우측 화살표)
D5-2a 휴게소 합류점
D5-5 휴게소
D5-6 다음 휴게소 (거리) 마일
D5-7 휴게소 - 관광 안내 센터 (거리)
D5-7a 휴게소 - 다음 우측 관광 안내 센터
D5-8 휴게소 - 관광 안내 센터 (대각선 우측 화살표)
D5-9 주차 구역 (거리)
D5-9a 주차 구역 (대각선 우측 화살표)
D5-9b 주차 구역 합류점
D5-10 피크닉 구역 (거리)
D5-10a 피크닉 구역 (대각선 우측 화살표)
D5-10b 피크닉 구역 합류점
D5-11 경치 좋은 구역 (거리)
D5-11a 경치 좋은 구역 (대각선 우측 화살표)
D5-11b 경치 좋은 구역 합류점
D5-12 주간고속도로 오아시스
D5-12aP 주간고속도로 오아시스 (표지판)
D5-12b 주간고속도로 오아시스
D5-13 제동 점검 구역 (거리)
D5-14 제동 점검 구역 (대각선 우측 화살표)
D5-15 체인 장착 구역 (거리)
D5-16 체인 장착 구역 (대각선 우측 화살표)

### D8 시리즈: 계량소

D8-1 계량소 (거리)
D8-1a 계량소 전방
D8-2 다음 우측 계량소
D8-3 계량소 (대각선 우측 화살표)

### D10 시리즈: 참조 위치

D10-1 참조 위치 (1자리)
D10-1a 중간 참조 위치 (1자리)
D10-2 참조 위치 (2자리)
D10-2a 중간 참조 위치 (2자리)
D10-3 참조 위치 (3자리)
D10-3a 중간 참조 위치 (3자리)
D10-4 강화된 참조 위치
D10-5 중간 강화된 참조 위치

### D11 시리즈: 자전거 시설 및 공유 도로

D11-1 자전거 경로
D11-1bP 자전거 경로 (표지판)
D11-1c 목적지와 함께 자전거 경로
D11-10a 공유 도로 목적지 (1줄)
D11-10b 공유 도로 목적지 (2줄)
D11-10c 공유 도로 목적지 (3줄)
D11-10d 공유 도로 목적지 및 거리 (1줄)
D11-10e 공유 도로 목적지 및 거리 (2줄)
D11-10f 공유 도로 목적지 및 거리 (3줄)
D11-11 자전거 허용
D11-12 보행자 허용
D11-13 스케이터 허용
D11-14 승마자 허용
D11-20 자전거 좌회전은 회전 박스를 이용할 수 있음
D11-20a 자전거 좌회전 박스

### D12 시리즈: 라디오, 전화 및 카풀 정보

D12-1 라디오-날씨 정보
D12-1a 라디오-교통 정보
D12-1bP 점멸 시 긴급 메시지 (표지판)
D12-2 카풀 정보
D12-3 채널 9 모니터링
D12-4 긴급 전화 911
D12-5 여행 정보 511번 (그림 기호)
D12-5a 여행 정보 511번
D12-6 길가 지원

### D13 시리즈: 교차로 및 고속도로 진입로

D13-1 교차로
D13-2 교차로 (거리)
D13-3 고속도로 진입로
D13-3a 고속도로 진입로

### D15 시리즈: 복합 차선 사용/목적지

D15-1 경로 표지와 함께 복합 차선 사용/목적지
D15-1 도로명과 함께 복합 차선 사용/목적지

### D17 시리즈: 트럭 차선 및 서행 차량 표지판

D17-1 다음 트럭 차선 (거리)
D17-2 트럭 차선 (거리)
D17-3 다음 추월 차선 (거리)
D17-4 추월 차선 (거리)
D17-5 비상 대피로 (거리)
D17-6 비상 대피로 (대각선 우측 화살표)
D17-7 서행 차량 대피로 (거리)

## 공사 정보 표지판

G20-1 다음 (거리) 마일 도로 공사
G20-2 도로 공사 종료
G20-4 선도 차량 따라오시오
G20-5aP 공사 구역 (표지판)
IA-23-1P 화살표 방향으로만 회전 (표지판) RDTS와 함께 사용

## 운전자 서비스

D9-1 전화
D9-2 병원
D9-3 야영
D9-4 쓰레기통
D9-6 장애인 접근 가능
D9-6P 밴 접근 가능 (표지판)
D9-7 휘발유
D9-8 음식
D9-9 숙박
D9-10 관광 정보
D9-11 경유
D9-11a 대체 연료 (압축 천연가스)
D9-11b 전기차 충전
D9-11bP 전기차 충전 (표지판)
D9-11c 대체 연료 (에탄올)
D9-11d 대체 연료 (액화 천연가스)
D9-11e 대체 연료 (액화 석유 가스)
D9-11f 대체 연료 (수소)
D9-11g 대체 연료 (바이오 연료)
D9-12 RV 위생 시설
D9-13 응급 의료 서비스
D9-13aP 병원 (표지판)
D9-13bP 구급차 정류장 (표지판)
D9-13cP 응급 의료 (표지판)
D9-13dP 외상 센터 (표지판)
D9-14 경찰
D9-16 트럭 주차
D9-16aP 트럭 외부 전원 (표지판)
D9-16b 트럭 주차 가능 - 출구 번호
D9-16c 트럭 주차 가능 - 거리
D9-16c 트럭 주차 가능 - 거리
D9-16d 트럭 주차 가능 - 휴게소
D9-16d 트럭 주차 가능 - 휴게소
D9-16e 트럭 주차 가능 - 통합
D9-16e 트럭 주차 가능 - 통합
D9-16e 트럭 주차 가능 - 통합
D9-16e 트럭 주차 가능 - 통합
D9-17P 다음 서비스 (거리) (표지판)
D9-17a 다음 EV 충전 (거리)
D9-18 일반 서비스 (최대 6개 기호) 출구 번호 포함
D9-18a 출구 번호가 있는 일반 서비스
D9-18b 행동 메시지가 있는 일반 서비스 (최대 6개 기호)
D9-18c 행동 메시지가 있는 일반 서비스
D9-18dP 교외 인터체인지 일반 서비스 (최대 3개 기호) (표지판)
D9-18eP 교외 인터체인지 일반 서비스 (1줄) (표지판)
D9-18fP 교외 인터체인지 일반 서비스 (2줄) (표지판)
D9-19 대체 연료 회랑
D9-19aP 대체 연료 회랑 (1줄) (표지판)
D9-19bP 대체 연료 회랑 (2줄) (표지판)
D9-20 약국
D9-20aP 24시간 (표지판)
D9-21 통신 (TDD/TTY)
D9-22 무선 인터넷

## 일반 정보

I1-1 신호등 속도
I2-1 주 경계선
I2-2 강
I2-3 입체 교차로 식별 (1줄)
I2-3 입체 교차로 식별 (1줄)
I2-3a 입체 교차로 식별 (2줄)
I2-3a 입체 교차로 식별 (2줄)
I2-4 미래 주간고속도로 회랑
I2-4a 미래 I-XX 회랑
I2-5 프로젝트 정보
I2-5 프로젝트 정보
I3-5 공항
I3-6 버스 정류장
I3-7 기차역
I3-8 경전철역
I3-9 차량 페리 터미널
I3-10 승객 전용 페리 터미널
I3-10P 페리 (표지판)
I4-1 도서관
I4-2 재활용 센터
I13-1 긴급 알림
I13-2 나가려면 누르시오
I20-1 승인
I20-2 승인
I20-3 승인
I20-4 승인 - 휴게소
I20-4a 승인 - 환영 센터
I20-5P 승인 (표지판)

## 고속도로 및 고속화 도로 표지판

### E1 시리즈: 출구 번호

E1-1 인터체인지 사전 안내 (목적지 1개)
E1-2 인터체인지 사전 안내 (목적지 2개)
E1-3 인터체인지 사전 안내 (목적지 3개)
E1-5P 1 또는 2자리 출구 번호 (표지판)
E1-5aP 3자리 출구 번호 (표지판)
E1-5bP 단일 문자 접미사가 있는 1 또는 2자리 출구 번호 (표지판)
E1-5cP 단일 문자 접미사가 있는 3자리 출구 번호 (표지판)
E1-5dP 이중 문자 접미사가 있는 1 또는 2자리 출구 번호 (표지판)
E1-5eP 이중 문자 접미사가 있는 3자리 출구 번호 (표지판)
E1-5fP 1 또는 2자리 좌측 출구 번호 (표지판)
E1-5gP 3자리 좌측 출구 번호 (표지판)
E1-5hP 단일 문자 접미사가 있는 1 또는 2자리 좌측 출구 번호 (표지판)
E1-5iP 단일 문자 접미사가 있는 3자리 좌측 출구 번호 (표지판)
E1-5jP 이중 문자 접미사가 있는 1 또는 2자리 좌측 출구 번호 (표지판)
E1-5kP 이중 문자 접미사가 있는 3자리 좌측 출구 번호 (표지판)
E1-5mP 좌측 (표지판)
j2-1 특정 서비스 표지판

### E2 시리즈: 다음 출구

E2-1P 다음 출구 (1줄) (표지판)
E2-1aP 다음 출구 (2줄) (표지판)

### E4 시리즈: 출구 방향

E4-1 출구 방향 (목적지 1개)
E4-2 출구 방향 (목적지 2개)
E4-3 출구 방향 (목적지 3개)

### E5 시리즈: 출구 합류점

E5-1 출구 합류점 (출구 번호 없음)
E5-1a 출구 합류점 (1 또는 2자리)
E5-1bP 출구 번호 (표지판)
E5-1c 좁은 출구 합류점
E5-2 출구 개방
E5-2a 출구 폐쇄
E5-3 출구 전용

### E6 시리즈: 통과

E6-1 통과
E6-1a 통과 (목적지)

### E7 시리즈: 인터체인지 후 거리

E7-3 인터체인지 후 거리 (3줄)
E7-4 인터체인지 후 이동 시간
E7-5 거리 및 이동 시간
E7-5 거리 및 이동 시간
E7-6 비교 이동 시간

### E8 시리즈: 우선 차선 진입, 출구 및 중간 하차

E8-1 우선 차선 진입 합류점
E8-1a 우선 차선 중간 진입 합류점
E8-2 우선 차선 진입 방향 (상단)
E8-2a 우선 차선 진입 방향 (기둥 설치)
E8-3 우선 차선 진입 사전 안내
E8-4 우선 차선 직진 출구 합류점
E8-5 우선 차선 중간 하차 방향
E8-6 우선 차선 중간 하차 사전 안내

### E11 시리즈: 패널

E11-1 출구 전용 (화살표 포함)
E11-1a 출구
E11-1b 전용
E11-1c 출구 전용
E11-1d 출구 전용 (화살표 포함)
E11-1e 출구 전용 (화살표 2개 포함)
E11-1f 출구 전용 (화살표 2개 포함)
E11-2 좌측 (패널)

### E13 시리즈: 출구 권고 속도

E13-2 출구 방향 권고 속도 - 출구 (패널)
E13-2 출구 방향 권고 속도 - 램프 (패널)

## 비상 관리 표지판

EM1-1 대피 경로
EM1-1a 허리케인 대피 경로
EM1-2 쓰나미 대피 경로
EM2-1 구역 폐쇄
EM2-2 교통 통제 지점
EM2-3 최고 안전 속도 유지
EM2-4 직진 교통에 대해 도로 사용 허가 필요
EM3-1 의료 센터
EM3-1a 복지 센터
EM3-1b 등록 센터
EM3-1c 제독 센터
EM4-1 비상 대피소
EM4-1a 허리케인 대피소
EM4-1b 방사능 낙진 대피소
EM4-1c 화학 대피소

## 같이 보기
- 영미권 국가의 교통표지 비교
- 북미의 횡단보도
- 도로 교통 용어 해설
- 캐나다의 교통표지
- 푸에르토리코의 교통표지

## 내용주
1. 1 2 3 4 5 6  STATE LAW 문구는 선택 사항이다.
2. 1 2 3 4 5 6 7 8 9  이 표지판에는 노란색 대신 형광 황록색 배경을 사용할 수 있다.
3. ↑  MUTCD 제11판에 따르면, STREET CLOSED (R11-2a), BRIDGE OUT (R11-2b), 또는 PATH CLOSED (R11-2c) 표지판은 해당되는 경우 Road Closed 표지판 대신 사용할 수 있다.
4. 1 2 3 4 5 6 7  이 표지판에는 형광 황록색 배경을 사용할 수 있다.[4]
5. 1 2 3 4 5 6  배경색(노란색, 형광 황록색 또는 주황색)은 보조하는 경고 표지판의 색상과 일치해야 한다.